# Resolució 2236 del Consell de Seguretat de les Nacions Unides
La Resolució 2236 del Consell de Seguretat de les Nacions Unides fou adoptada per unanimitat el 21 d'agost de 2015. El Consell va ampliar el mandat de la UNIFIL per un any fins al 31 d'agost de 2016.

## Contingut
Hi havia inquietud sobre les nombroses violacions de l'alto el foc, i especialment un incident que va tenir lloc el 28 de gener de 2015 quan Hesbol·là va disparar un comboi de l'exèrcit israelià i va provocar la mort d'un casc blau espanyol de la UNIFIL, el caporal Francisco Javier Soria Toledo.
El mandat de la UNIFIL es va ampliar sense canvis fins al 31 d'agost de 2016. Totes les parts van ser cridades a moderació i se'ls va demanar que respectessin la Línia Blava.